# Championnats d'Europe de cyclisme sur piste 2017
Navigation
Saint-Quentin-en-Yvelines 2016 Glasgow 2018

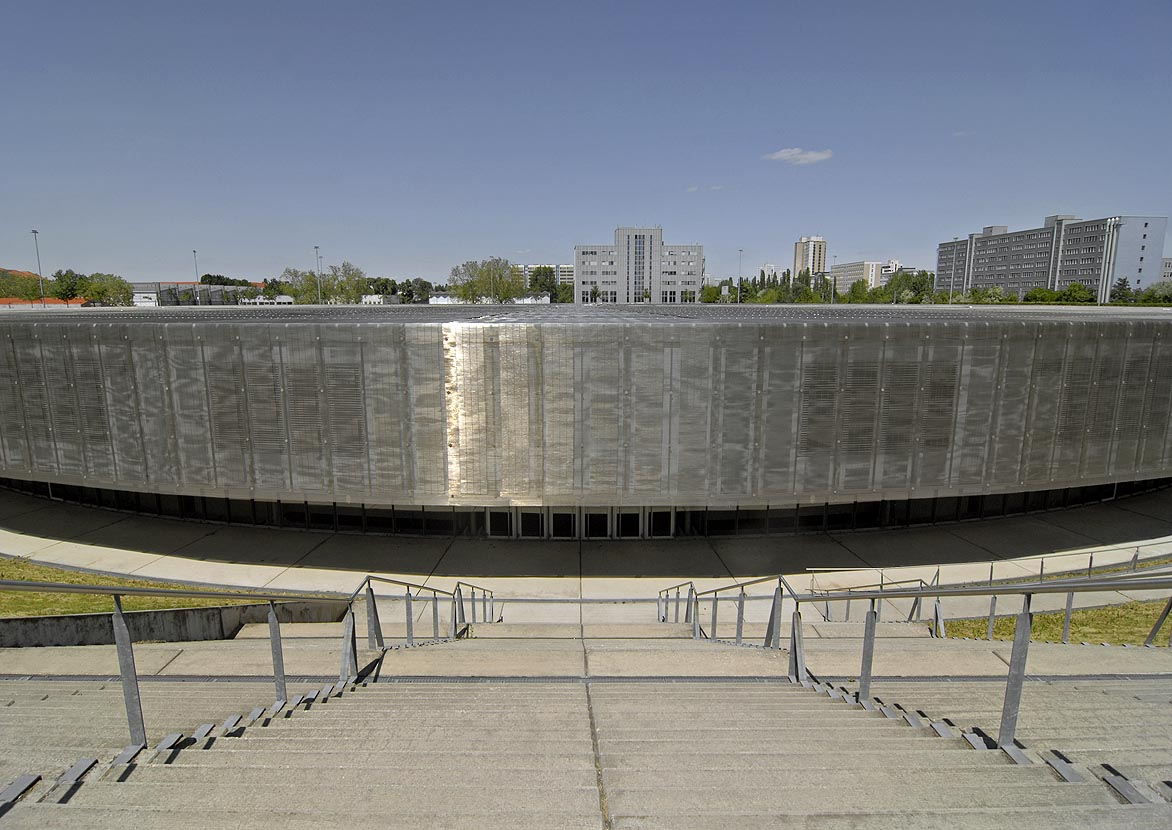
L'extérieur du Velodrom.

Les championnats d'Europe de cyclisme sur piste 2017 ont lieu du 18 au 22 octobre 2017 au Velodrom de Berlin en Allemagne. Ils sont organisés par l'Union européenne de cyclisme.
Les derniers championnats internationaux de cyclisme organisés au vélodrome de Berlin remontent aux championnats du monde de cyclisme sur piste 1999.
Au total, 23 disciplines sont au programme. Seule la course de demi-fond est réservée aux athlètes masculins. Environ 300 athlètes de 30 associations membres de l'Union européenne de cyclisme sont attendus.
Avant le début des championnats, la surface de la piste de 250 mètres a été renouvelée dans le Velodrom. En outre, la piste a été adaptée aux normes de sécurité actuelles de l'UCI. L'Administration du Sénat de Berlin pour les affaires intérieures et les sports a fourni 1,6 million d'euros.
Durant ces championnats, la Hongrie et le Portugal obtiennent leurs premières médailles dans un championnat d'Europe élite.

## Programme
| Date                | Finales masculines                                              | Finales féminines                                                  |
| ------------------- | --------------------------------------------------------------- | ------------------------------------------------------------------ |
| Jeudi 19 octobre    | Vitesse par équipes, poursuite par équipes, scratch             | Vitesse par équipes, poursuite par équipes, course à l'élimination |
| Vendredi 20 octobre | Vitesse individuelle, omnium, course à l'élimination            | 500 mètres, course aux points, poursuite individuelle              |
| Samedi 21 octobre   | Demi-fond, kilomètre, poursuite individuelle, course aux points | Keirin, scratch, omnium                                            |
| Dimanche 22 octobre | Keirin, course à l'américaine                                   | Vitesse individuelle, course à l'américaine                        |

## Résultats

### Épreuves masculines
| Épreuves               | Or                                                                                        | Or             | Argent                                                                                     | Argent         | Bronze                                                                                          | Bronze         |
| ---------------------- | ----------------------------------------------------------------------------------------- | -------------- | ------------------------------------------------------------------------------------------ | -------------- | ----------------------------------------------------------------------------------------------- | -------------- |
| Kilomètre              | Jeffrey Hoogland                                                                          | 1 min 0 s 700  | Joachim Eilers                                                                             | 1 min 0 s 733  | Quentin Lafargue                                                                                | 1 min 0 s 906  |
| Keirin                 | Maximilian Levy                                                                           |                | Shane Perkins                                                                              |                | Andrii Vynokurov                                                                                |                |
| Vitesse individuelle   | Sébastien Vigier                                                                          |                | Jeffrey Hoogland                                                                           |                | Denis Dmitriev                                                                                  |                |
| Vitesse par équipes    | France Benjamin Edelin Sébastien Vigier Quentin Lafargue                                  | 43 s 254       | Allemagne Robert Förstemann Maximilian Levy Joachim Eilers                                 | 43 s 337       | Pays-Bas Jeffrey Hoogland Harrie Lavreysen Matthijs Büchli Roy van den Berg (q) Sam Ligtlee (q) | 43 s 405       |
| Poursuite individuelle | Filippo Ganna                                                                             | 4 min 15 s 994 | Ivo Oliveira                                                                               | 4 min 18 s 991 | Domenic Weinstein                                                                               | 4 min 15 s 405 |
| Poursuite par équipes  | France Louis Pijourlet Corentin Ermenault Florian Maitre Benjamin Thomas Thomas Denis (q) | 3 min 55 s 780 | Italie Liam Bertazzo Filippo Ganna Francesco Lamon Simone Consonni Michele Scartezzini (q) | 3 min 55 s 986 | Russie Alexander Evtushenko Mamyr Stash Dmitriy Sokolov Alexey Kurbatov Sergey Shilov (q)       | 3 min 57 s 517 |
| Course aux points      | Alan Banaszek                                                                             | 49 pts         | Niklas Larsen                                                                              | 45 pts         | Maximilian Beyer                                                                                | 34 pts         |
| Américaine             | France Florian Maitre Benjamin Thomas                                                     | 43 pts         | Danemark Niklas Larsen Casper Pedersen                                                     | 42 pts         | Pologne Wojciech Pszczolarski Daniel Staniszewski                                               | 40 pts         |
| Scratch                | Adrien Garel                                                                              |                | Krisztián Lovassy                                                                          |                | Roman Gladysh                                                                                   |                |
| Omnium                 | Albert Torres                                                                             | 142 pts        | Julius Johansen                                                                            | 140 pts        | Benjamin Thomas                                                                                 | 137 pts        |
| Course à l'élimination | Gerben Thijssen                                                                           |                | Maksim Piskunov                                                                            |                | Rui Oliveira                                                                                    |                |
| Demi-fond              | Allemagne Franz Schiewer Gerhard Gessler*                                                 | 46 min 17 s    | Pays-Bas Reinier Honig Jos Pronk*                                                          | 46 min 19 s    | Allemagne Stefan Schäfer Peter Bauerlein*                                                       | 46 min 30 s    |

- * Entraîneur sur le derny

### Épreuves féminines
| Épreuves               | Or                                                                        | Or             | Argent                                                                                    | Argent         | Bronze                                                                    | Bronze         |
| ---------------------- | ------------------------------------------------------------------------- | -------------- | ----------------------------------------------------------------------------------------- | -------------- | ------------------------------------------------------------------------- | -------------- |
| 500 mètres             | Miriam Welte                                                              | 33 s 321       | Pauline Grabosch                                                                          | 33 s 559       | Daria Shmeleva                                                            | 33 s 757       |
| Keirin                 | Kristina Vogel                                                            |                | Simona Krupeckaitė                                                                        |                | Lyubov Basova                                                             |                |
| Vitesse individuelle   | Kristina Vogel                                                            |                | Mathilde Gros                                                                             |                | Daria Shmeleva                                                            |                |
| Vitesse par équipes    | Russie Anastasiia Voinova Daria Shmeleva                                  | 32 s 560       | Allemagne Miriam Welte Kristina Vogel Pauline Grabosch (q)                                | 32 s 807       | Pays-Bas Kyra Lamberink Shanne Braspennincx Hetty van de Wouw (q)         | 33 s 180       |
| Poursuite individuelle | Katie Archibald                                                           | 3 min 29 s 328 | Justyna Kaczkowska                                                                        | 3 min 32 s 452 | Silvia Valsecchi                                                          | 3 min 36 s 581 |
| Poursuite par équipes  | Italie Elisa Balsamo Tatiana Guderzo Letizia Paternoster Silvia Valsecchi | 4 min 17 s 853 | Grande-Bretagne Katie Archibald Elinor Barker Manon Lloyd Emily Kay Eleanor Dickinson (q) | 4 min 21 s 164 | Pologne Justyna Kaczkowska Katarzyna Pawłowska Daria Pikulik Nikol Płosaj | 4 min 24 s 705 |
| Course aux points      | Trine Schmidt                                                             | 62 pts         | Gulnaz Badykova                                                                           | 31 pts         | Tatsiana Sharakova                                                        | 29 pts         |
| Américaine             | Grande-Bretagne Elinor Barker Eleanor Dickinson                           | 58 pts         | Irlande Lydia Boylan Lydia Gurley                                                         | 50 pts         | Pays-Bas Amy Pieters Kirsten Wild                                         | 46 pts         |
| Scratch                | Trine Schmidt                                                             |                | Tetyana Klimchenko                                                                        |                | Evgenia Augustinas                                                        |                |
| Omnium                 | Katie Archibald                                                           | 127 pts        | Kirsten Wild                                                                              | 120 pts        | Elisa Balsamo                                                             | 102 pts        |
| Course à l'élimination | Kirsten Wild                                                              |                | Evgenia Augustinas                                                                        |                | Maria Giulia Confalonieri                                                 |                |

## Tableau des médailles

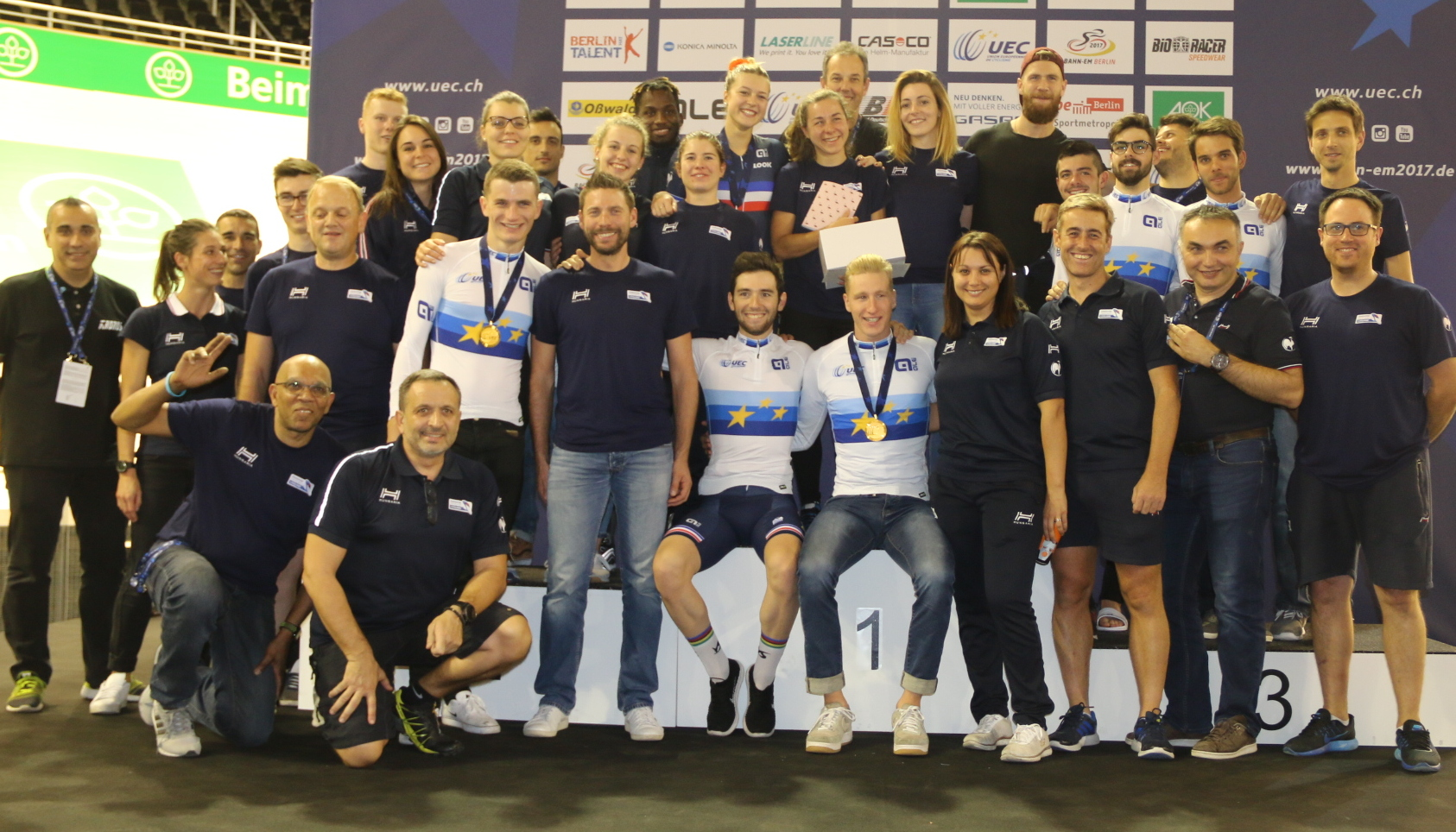
L'équipe de France, avec cinq titres, termine à la deuxième place du tableau des médailles.

- Pays organisateur (Allemagne)

| Rang  | Nation          | Or | Argent | Bronze | Total |
| ----- | --------------- | -- | ------ | ------ | ----- |
| 1     | Allemagne       | 5  | 4      | 3      | 12    |
| 2     | France          | 5  | 1      | 2      | 8     |
| 3     | Grande-Bretagne | 3  | 1      | 0      | 4     |
| 4     | Pays-Bas        | 2  | 3      | 3      | 8     |
| 5     | Danemark        | 2  | 3      | 0      | 5     |
| 6     | Italie          | 2  | 1      | 3      | 6     |
| 7     | Russie          | 1  | 4      | 5      | 10    |
| 8     | Pologne         | 1  | 1      | 2      | 4     |
| 9     | Belgique        | 1  | 0      | 0      | 1     |
| 9     | Espagne         | 1  | 0      | 0      | 1     |
| 11    | Ukraine         | 0  | 1      | 3      | 4     |
| 12    | Portugal        | 0  | 1      | 1      | 2     |
| 13    | Hongrie         | 0  | 1      | 0      | 1     |
| 13    | Lituanie        | 0  | 1      | 0      | 1     |
| 13    | Irlande         | 0  | 1      | 0      | 1     |
| 16    | Biélorussie     | 0  | 0      | 1      | 1     |
| Total | Total           | 23 | 23     | 23     | 69    |